# Oterdahlska huset

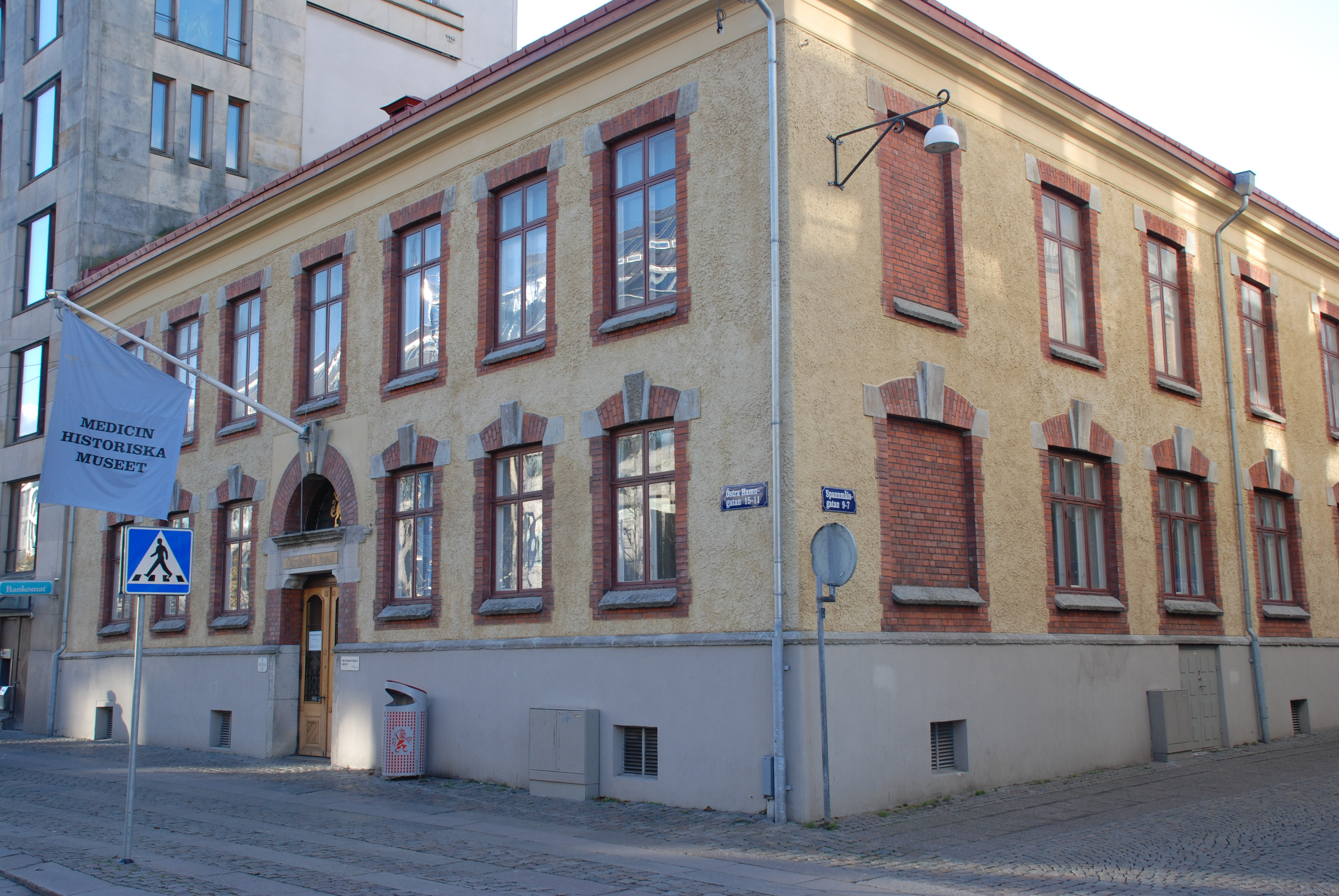
Oterdahlska huset i hörnet Östra Hamngatan/Spannmålsgatan

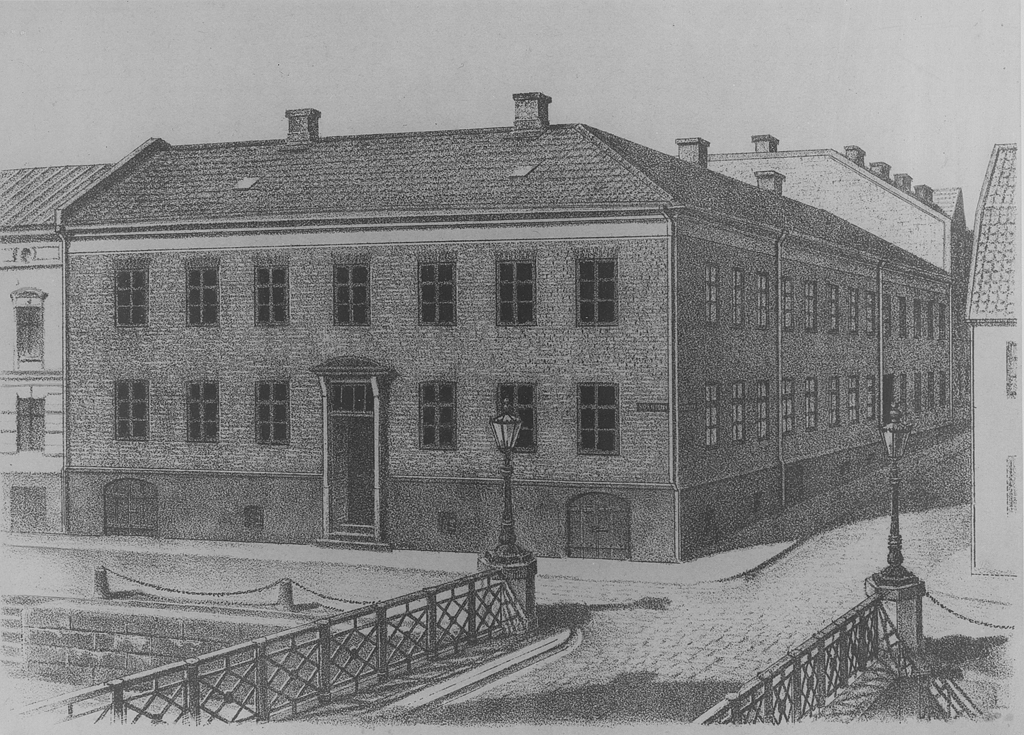
Sahlgrenska sjukhuset i Oterdahlska huset på 1800-talet.

Oterdahlska huset, är ett tvåvånings tegelhus i hörnet av Östra Hamngatan 11/Spannmålsgatan 9 i stadsdelen Nordstaden i Göteborg. 

## Tillkomst som sjukhusinrättning
På en karta från 1792 är tomten obebyggd, dock fanns här redan på tomten, de välvda källarna, som var under uppförande år 1763,  dåvarande ägare var Eric Kullman, död 1769. Men år 1793 uppfördes ett envånings stenhus som privatbostad. År 1808 testamenterades huset av den dåvarande ägaren grosshandlare Aron Oterdahl (namnet efter Otterhällan) till Sahlgrenska sjukhuset: 
"[...] egendomen med alla dess tillhörigheter att överlämnas till den här i staden varande Sahlgrenska sjukhus-inrättningen såsom gåva från mig, vilken sjukhuset härigenom testamenteras och tillerkännes med full äganderätt för evärdig tid, under villkor att omförmälte fastighet aldrig får säljas eller på annat sätt skiljas från nästnämnde stiftelse, utan allt framgent måste därvid sålunda bibehållas, att dess årliga revenue endast används till sjukhusanstaltens understöd, med det förbehåll tillika att det nu bortsänkta huset icke må enployeras till värdshus till annat bruk som därmed kunde blivit likhet".
Det Oterdahlska huset hyrdes därför ut under tio år och först 1818 var det dags att utnyttja det för sjukvård. Stadsarkitekten Jonas Hagberg fick i uppdrag att i samråd med Pehr Dubb och styresmannen på Sahlgrenska sjukhuset, professor Carl Fredrik Weltzin utforma ritningar för en om- och tillbyggnad av det Oterdahlska huset. Byggnadsarbetet kom igång på våren 1818, men på grund av att byggmästaren, som fått uppdraget att utföra ombyggnaden, gått i konkurs stod inte det nya sjukhuset klart förrän 1823, alltså fem år efter starten. Bland annat byggdes huset på med en våning och breddades med korridorer inåt gården. Därefter kunde det då rymmas 80 patienter. Kostnaden för om- och tillbyggnad, inköp av tre ödetomter, med mera stannade på 4 264 riksdaler.
Den förste patienten lades in den 17 juli 1823, och det sjukhus göteborgarna nu hade, mätte 19,8 meter mot Östra Hamngatan och 48,5 meter åt Spannmålsgatan. På bottenvåningen fanns tre rum för barnbördsavdelningen, rum för bostad till läkare, bibliotek, förråd och ett större rum som utnyttjades för direktionens och läkaresällskapets sammanträden. Där fanns också mottagningsrum och poliklinik. På samma plan fanns också kök, skafferier, badrum med mera. I andra våningen fanns 10 stora sjuksalar, varav tre hade fönster mot Östra Hamngatan, sju åt Spannmålsgatan, alltså åt öster och norr. Till sjukhuset hörde även en tomt mot Torggatan med trädgård och promenadplats för konvalescenter.
Efter 20 års verksamhet konstaterades att sjukhuset inte räckte till, och ett förslag till nytt sjukhus godkändes av magistraten 26 mars 1847. Den 23 februari 1854 påbörjades överflyttningen av patienter till det nya "Sahlgrenska" i Sociala Huset.  

## Göteborgs Handels- och Sjöfartstidning
Hyresgäst därefter blev Göteborgs Handels- och Sjöfartstidning (GHT), 1855-60, som hade sitt tryckeri här. Skalden Viktor Rydberg som arbetade på tidningen, hade även sin bostad i ett par år på 1850-talet i den gamla likboden på gården, (Dock nämns aldrig någon likbod i alla Sahlgrenskas Allegater 1823-55 endast Lik-rummet som låg bredvid de gamla badrummen i bottenplan i den västra delen i huset)  Under GHT-tiden fanns det också bostäder för dom anställda boktryckarna och en del övriga. Sjukhusträdgården såldes till handelsfirman Broddelius & Åkerman, som där uppförde bostäder. Efter GHT-tiden fanns där en del olika verksamheter, År 1874 L A Pettersson J:or Möbel firma, 1883 Axel Olsson Snörmakare, Herman Anderssons Kakelugnar och L A Petterssons Möbler. 1890 O.L Wessbergs & CO, Parti försäljning av Bomullsgarn och P Andersson f.d. L A Petterssons Möbler. 

## Polishus
År 1893 flyttade Polisen i Göteborg in i huset, efter omfattande förändringar 1891-1893. Den ursprungliga släta, gula tegelfasaden spritputsades och fick kraftigt markerade fönsteromfattningar, nya portar och nya dekorerade portaler. Källarnedgångarna mot gatan togs bort. I bottenvåningen fanns tjänsterum för centralpolisen, första distriktet och polisdomstolen samt en vaktmästarebostad. En trappa upp på hörnet låg polismästarens rum och mot gården fanns väntrum för häktade, anmälningsrum med mera. En gårdsbyggnad i två våningar innehöll "finkor för qvinnor" och "finkor för män" samt läkarrum. Fastigheten var 1898 taxerad till 155 000 kronor.
Under en visitering av en misstänkt gärningsman, Kurt Haijby, blev detektivkonstapel Carl Olander den 16 maj 1923 skjuten till döds inne i lokalerna. Mordet på Carl Olander var det senast inträffade på en polis i tjänst i Göteborg fram tills att en polis i 30-årsåldern sköts till döds i Biskopsgården i juni 2021, 98 år senare.
1917 samordnades gatuhus och gårdshus och 1932 öppnades en passage till grannhuset Spannmålsgatan 7 där det också inreddes lokaler för polisen. Lokalerna moderniserades 1954, då även det gamla häststallet på gården revs och ersattes 1960 av en tvåvåningsbyggnad i tegel med arrestlokaler. Myndigheten flyttade 1966 till sitt nybyggda hus vid Skånegatan, på det område som tidigare kallades Levgrens äng. Kontorsutrymmena användes en tid därefter av Göteborgs Stads Parkerings AB.

## Medicinhistoriska museet
År 1984 gjordes en restaurering och ombyggnad, då utställningslokaler och kontor iordningställdes för Medicinhistoriska museet som flyttade in 1986. Museet hade skapats på 1940-talet i Göteborg av Ingeborg Kastman (1901-94). Samtidigt inreddes undervisningslokaler för sjukvården i Göteborg.

### Fotnoter
1. ↑  100 utmärkta hus i Göteborg, [andra, omarbetade uppl.], Manne Ekman & Margareta Rydbo, Göteborgs Stadsmuseum, Sundbyberg 2007 ISBN 978-91-85488-78-0, s. 20
2. ↑  Göteborgs Rådhusrätt och Magistrat före 1900                      E11b:106   23/12-1763
3. ↑  Källa: FIII a 2: 21:1-2. 1811-12-05. Handlingar rörande Sahlgrenska sjukhusbyggnaden å tomten i hörnet af Östra Hamngatan och Spanmålsgatan 1810-1861.
4. ↑  Barnmorskeläroanstalten i Göteborg 1856 - 1956, Emil Järlov, Gumperts förlag, Göteborg 1957 s. 35f
5. ↑  Handlingar rörande  Sahlgrenska sjukhusbyggnaden å tomten i hörnet av Östra hamngatan och Spannmålsgatan 1811-61.
6. ↑  Sahlgrenska Sjukhusets Allegater G:1X: 10.32, (Verifikationer G111:10-32).
7. ↑  Göteborgs Mantalskontor F1aa:45 1856.
8. ↑  Göteborgs Adress och Industri Kalender.
9. ↑  Göteborgs Adress- och Industrikalender år 1898, [Tjugondeförsta Årgången], utgiven av Fred. Lindbergs Kalenderexpedition, Göteborg 1898 s. 149
10. ↑  Svenska polismäns minnesportal, 1923 - 05 - 16 - Carl Olander Arkiverad 9 juni 2017 hämtat från the Wayback Machine., läst 2016-07-09
11. ↑  Peter Linné (2016-07-09) Ett polismord är ännu olöst, Göteborgs-Posten
12. ↑  Ögonblick av Nostalgiska återblickar 21-40, Lars O. Carlsson, K-G Fridman, Göteborgs Stadsmuseum, Göteborgs-Posten, Innerstaden Göteborg samt Svenska kyrkan, Göteborg 2012 ISBN 978-91-979958-1-8, s. 54